# Riturnella
Riturnella è un canto popolare d'origine calabrese. In esso si chiede a una rondinella, grande viaggiatrice, di attendere il tempo di dire delle parole d'amore da portare all'amata lontana.

## Origine
Il brano fu riscoperto negli anni settanta dall'etnomusicologo Antonello Ricci, il quale fece riferimento al testo che un'anziana donna di Cirò, Manciulina Pirìto, ricordava a memoria. A seguito di questa riscoperta, il brano è stato poi ripreso da diversi gruppi musicali. Particolarmente degna di nota è la versione di Eugenio Bennato, inclusa nell'album Musicanova del 1978.
In realtà, la parola ‘riturnella’, a differenza di quanto attestato in giro da vari traduttori, non è termine calabrese per indicare la rondinella, ma indica una tecnica di canto, per cui non dovrebbe leggersi, ‘a (articolo determinativo) riturnella’ come ‘la rondinella’, ma ‘a (preposizione) ritornelli’, ‘alla maniera dei ritornelli’, cioè come un canto fatto di ritornelli.

## Testo della canzone
Ferma quannu ti dicu
Ferma quannu ti dicu
Dui paroli
Oi riturnella
Ferma quannu ti dicu dui paroli

Corri a jettari lu
Corri a jettari lu
Suspiru a mari
Oi riturnella
Corri a jettari lu suspiru a mari

Pe’ vìdiri se mi rišpunna
Pe’ vìdiri se mi rišpunna
Lu mio beni
Oi riturnella
Pe’ vìdiri se mi rišpunna lu mio beni

Non mi rišpunna, annò
Non mi rišpunna, annò
È troppu luntanu,
Oi riturnella
Non mi rišpunna, annò, è troppu luntanu

È sutt’ a na frišcura
È sutt’a na frišcura
Chi sta durmennu
Oi riturnella
È sutt’a na frišcura chi sta durmennu

Poi si rivigghja cu
Poi si rivigghja cu
lu chjantu all’occhi
Oi riturnella
Poi si rivigghja cu lu chjantu all’occhi

Si stuja l’occhi e li
Si stuja l’occhi e li
Passa lu chjantu
Oi riturnella
Si stuja l’occhi e li passa lu chjantu

Piglia lu muccaturu
Piglia lu muccaturu
Lu vaju a llavu
Oi riturnella
Piglia lu muccaturu, lu vaju a llavu

Poi ti lu špannu a nu
Poi ti lu špannu a nu
Peru de rosa
Oi riturnella
Poi ti lu špannu a nu peru de rosa

Poi ti lu mannu a Na
Poi ti lu mannu a Na
puli a stirare
Oi riturnella
Poi ti lu mannu a Napuli a stirare

Poi ti lu cogliu a la
Poi ti lu cogliu a la
Napulitana
Oi riturnella
Poi ti lu cogliu a la napulitana

Poi ti lu mannu cu
Poi ti lu mannu cu
Ventu a purtari
Oi riturnella
Poi ti lu mannu cu ventu a purtari

Ventu và portacellu
Ventu và portacellu
A lu mio beni
Oi riturnella
Ventu và portacellu a lu mio beni

Mera pe’ nun ti cara
Mera pe’ nun ti cara
Pe’ supra mari
Oi riturnella
Mera che nun ti cara pe’ supra mari

Ca perda li sigilli
Ca perda li sigilli
De chistu cori
Oi riturnella
Ca perda li sigilli de chistu cori»

## Altre versioni
Nella rivista La Calabria: rivista di letteratura popolare apparve nel 1899 un articolo che trattava di vari animali, piante ed esseri fantastici nella cultura popolare. Parlando della rondinella, si fa notare che a causa dei suoi lunghi viaggi durante i quali attraversa il mare, viene vista come un messaggero d'amore, e viene quindi pubblicata la poesia.
Questa versione fornisce anche una chiave di lettura su alcuni punti (il sigillo ed il cuore) poco chiari nella versione riscoperta e resa famosa più di 70 anni dopo:
O Rondinella, chi passi lu mari

Ferma quantu ti dicu dui palori,

Quantu ti scippu 'na pinna di st'ali

Na littira nci fazzu allu miu amuri:

Tutta di sangu la vogliu bagnari,

E pe siggillu nci mintu stu cori.

Accorta, rindinella! nu t'annegari,

Tu pierdi lu siggillu ed io lu cori!

O Rondinella, che attraversi il mare

Aspetta il tempo di dirti due parole,

Il tempo di tirarti una penna da queste ali

Una lettera farò al mio amore:

Tutta di sangue la voglio bagnare,

E per sigillo ci metto questo cuore.

Attenta, rondinella! non annegare,

(O) Tu perderai il sigillo ed io il cuore!